# نابوليون ديون
نابوليون ديون هو سياسي كندي، ولد في 5 مايو 1849 في Trois-Pistoles ‏ في كندا، وتوفي في 4 فبراير 1919. نشط حزبياً في حزب كيبيك الليبرالي. وقد انتخب عضو الجمعية الوطنية في كيبك ‏.